# Nicos Anastasiades
Nicos Anastasiades (en grec: Νίκος Αναστασιάδης) (Pera Pedi, 27 de setembre de 1946) és un polític xipriota, líder del partit Reagrupament Democràtic, que exerceix de President del país des del 2013.